# Kategoria Superiore (2016/2017)
Kategoria Superiore 2016/2017 – 78. edycja rozgrywek ligowych najwyższego poziomu piłki nożnej mężczyzn w Albanii. Brało w niej udział 10 drużyn, które w okresie od 7 września 2016 do 27 maja 2017 rozegrały 36 kolejek meczów. Obrońcą tytułu był Skënderbeu. Mistrzostwo po raz pierwszy w swej historii zdobył Kukësi. W tym roku bezpośrednio spadły dwie ostatnie drużyny.

## Uczestnicy
| Uczestnicy poprzedniej edycji                                                                                 | Uczestnicy poprzedniej edycji | Uczestnicy poprzedniej edycji | Uczestnicy poprzedniej edycji |
| --- | ----------------------------- | ----------------------------- | ----------------------------- |
| SKË | Skënderbeu Korcza             | 1                             |                               |
| PAR | Partizani Tirana              | 2                             |                               |
| KUK | Kukësi                        | 3                             |                               |
| TEU | Teuta Durrës                  | 4                             |                               |
| TIR | KF Tirana                     | 5                             |                               |
| VLS | KF Vllaznia                   | 6                             |                               |
| LAÇ | KF Laçi                       | 7                             |                               |
| FLV | Flamurtari Vlora              | 8                             |                               |
| Awans z Kategoria e Parë 2015/2016                                                                            |                               |                               |                               |
| KOR | Korabi Peshkopi               | 1 (gr. A)                     |                               |
| LUF | Luftëtari                     | 1 (gr. B)                     |                               |
| Oznaczenia: - kolumna pierwsza – skróty nazw drużyn, - kolumna trzecia – miejsce zajęte w poprzednim sezonie. |                               |                               |                               |

## Tabela
| Lp. | Drużyna       | M  | Z  | R  | P  | B+ | B- | +/– | Pkt | Kwalifikacja lub spadek                                                              |
| --- | ------------- | -- | -- | -- | -- | -- | -- | --- | --- | ------------------------------------------------------------------------------------ |
| 1   | Kukësi (M)    | 36 | 20 | 15 | 1  | 51 | 18 | +33 | 75  | Kwalifikacja do Liga Mistrzów UEFA • II runda kwalifikacyjna                         |
| 2   | Partizani     | 36 | 19 | 15 | 2  | 46 | 17 | +29 | 72  | Kwalifikacja do Liga Europy UEFA • I runda kwalifikacyjna                            |
| 3   | Skënderbeu    | 36 | 21 | 9  | 6  | 45 | 22 | +23 | 72  | Kwalifikacja do Liga Europy UEFA • I runda kwalifikacyjna                            |
| 4   | Luftëtari     | 36 | 11 | 11 | 14 | 37 | 45 | −8  | 44  |                                                                                      |
| 5   | Teuta         | 36 | 10 | 10 | 16 | 27 | 34 | −7  | 40  |                                                                                      |
| 6   | Laçi          | 36 | 10 | 10 | 16 | 23 | 35 | −12 | 40  |                                                                                      |
| 7   | Vllaznia      | 36 | 8  | 16 | 12 | 29 | 35 | −6  | 40  |                                                                                      |
| 8   | Flamurtari    | 36 | 12 | 10 | 14 | 42 | 34 | +8  | 40  |                                                                                      |
| 9   | Tirana (P, S) | 36 | 8  | 15 | 13 | 29 | 32 | −3  | 39  | Spadek do Kategoria e Parë Kwalifikacja do Liga Europy UEFA • I runda kwalifikacyjna |
| 10  | Korabi (S)    | 36 | 2  | 7  | 27 | 11 | 68 | −57 | 13  | Spadek do Kategoria e Parë                                                           |

1. ↑  Flamurtari odjęto sześć punktów za niewypełnienie zobowiązań finansowych[2].

## Wyniki
| Gospodarz \ Gość | FLA | KOR | KUK | LAÇ | LUF | PAR | SKË | TEU | TIR | VLL | FLA | KOR | KUK | LAÇ | LUF | PAR | SKË | TEU | TIR | VLL |
| ---------------- | --- | --- | --- | --- | --- | --- | --- | --- | --- | --- | --- | --- | --- | --- | --- | --- | --- | --- | --- | --- |
| Flamurtari       |     | 4–1 | 1–1 | 1–0 | 5–0 | 1–1 | 2–0 | 0–0 | 1–0 | 0–1 |     | 6–0 | 1–1 | 0–0 | 2–1 | 1–1 | 0–1 | 0–1 | 2–0 | 2–0 |
| Korabi           | 1–0 |     | 1–1 | 0–0 | 1–1 | 0–1 | 0–2 | 0–1 | 0–1 | 0–0 | 0–3 |     | 1–3 | 0–1 | 0–4 | 0–2 | 0–1 | 0–4 | 1–1 | 0–2 |
| Kukësi           | 1–0 | 2–0 |     | 2–0 | 1–0 | 1–0 | 2–0 | 3–0 | 0–0 | 3–1 | 1–0 | 4–0 |     | 2–1 | 3–2 | 0–0 | 2–0 | 1–0 | 4–1 | 0–0 |
| Laçi             | 1–1 | 1–0 | 0–0 |     | 2–2 | 0–2 | 0–1 | 0–2 | 0–0 | 1–0 | 1–0 | 2–0 | 0–0 |     | 2–1 | 0–1 | 1–5 | 2–1 | 1–0 | 3–0 |
| Luftëtari        | 1–1 | 1–0 | 2–2 | 1–0 |     | 1–1 | 0–0 | 1–0 | 2–1 | 1–1 | 1–2 | 2–0 | 1–0 | 1–1 |     | 2–0 | 0–1 | 1–1 | 2–1 | 0–0 |
| Partizani        | 4–0 | 1–0 | 0–0 | 2–0 | 1–0 |     | 0–0 | 1–0 | 0–0 | 0–0 | 2–1 | 3–0 | 1–1 | 0–0 | 2–0 |     | 1–0 | 5–1 | 2–1 | 2–1 |
| Skënderbeu       | 2–1 | 1–0 | 0–0 | 1–0 | 1–0 | 1–2 |     | 1–0 | 2–0 | 3–0 | 1–0 | 3–0 | 1–1 | 1–0 | 3–0 | 2–2 |     | 1–1 | 1–0 | 4–3 |
| Teuta            | 1–2 | 2–3 | 1–2 | 3–1 | 2–0 | 0–2 | 0–0 |     | 0–0 | 0–0 | 0–0 | 1–0 | 0–2 | 2–0 | 0–1 | 0–0 | 0–1 |     | 1–0 | 1–0 |
| Tirana           | 3–0 | 1–1 | 2–2 | 1–0 | 2–0 | 0–0 | 2–1 | 3–1 |     | 0–0 | 0–0 | 2–0 | 1–2 | 0–0 | 2–0 | 1–2 | 2–2 | 0–0 |     | 1–2 |
| Vllaznia         | 2–0 | 3–0 | 0–0 | 1–2 | 2–3 | 1–1 | 0–0 | 1–0 | 0–0 |     | 3–2 | 1–1 | 0–1 | 1–0 | 2–2 | 1–1 | 0–1 | 0–0 | 0–0 |     |

## Najlepsi strzelcy
| Bramki | Strzelcy       | Drużyna    |
| ------ | -------------- | ---------- |
| 28     | Pero Pejić     | Kukësi     |
| 17     | Caleb Ekuban   | Partizani  |
| 15     | Hamdi Salihi   | Skënderbeu |
| 11     | Liridon Latifi | Skënderbeu |
| 10     | Tomislav Bušić | Flamurtari |
| 9      | Donjet Shkodra | Flamurtari |
| 9      | Afrim Taku     | Tirana     |
| 9      | Dejvi Bregu    | Luftëtari  |
| 8      | Izair Emini    | Kukësi     |
| 8      | Idriz Batha    | Partizani  |
| 8      | Reginaldo      | Luftëtari  |
| 8      | James Adeniyi  | Skënderbeu |

Źródło: soccerway

## Stadiony
| Flamurtari               | Korabi                   | Kukësi               | Laçi                     | Luftëtari            |
| Stadiumi Flamurtari      | Stadiumi Selman Stërmasi | Stadiumi Zeqir Ymeri | Stadiumi Laçi            | Stadiumi Gjirokastra |
| Pojemność: 8 200         | Pojemność: 9 600         | Pojemność: 5 000     | Pojemność: 2 300         | Pojemność: 8 400     |
|                          |                          |                      |                          |                      |
| Partizani                | Skënderbeu               | Teuta                | Tirana                   | Vllaznia             |
| Stadiumi Selman Stërmasi | Stadiumi Skënderbeu      | Stadiumi Niko Dovana | Stadiumi Selman Stërmasi | Stadion Loro-Boriçi  |
| Pojemność: 9 600         | Pojemność: 12 000        | Pojemność: 12 040    | Pojemność: 9 600         | Pojemność: 16 022    |
|                          |                          |                      |                          |                      |